# The Kylie Collection
The Kylie Collection er det første remixalbum af den australske sangerinde Kylie Minogue udgivet i 1988 af Mushroom Records i Australien og New Zealand. Albummet indeholdt sange fra Minogues debutalbum Kylie samt remixes af hendes populære udgivelser. Det blev også udgivet på VHS i Australien i 1988.

## Sporliste
1. "I Should Be So Lucky" – 3:24
2. "The Loco-Motion" – 3:14
3. "Je Ne Sais Pas Pourquoi" – 3:51
4. "It's No Secret" – 3:55
5. "Got to Be Certain" – 3:17
6. "Turn It into Love" – 3:36
7. "I Miss You" – 3:15
8. "I'll Still Be Loving You" – 3:45
9. "Look My Way" – 3:35
10. "Love at First Sight" – 3:09
11. "I Should Be So Lucky" (Extended Mix) – 6:08
12. "The Loco-Motion" (Kohaku Mix) – 5:59
13. "Je Ne Sais Pas Pourquoi" (Moi Non Plus Mix) – 5:55
14. "Got to Be Certain" (Extended Mix) – 6:37
15. "Made in Heaven" (Maid In Australia Mix) – 6:20

## VHS-udgivelse
1. "I Should Be So Lucky" (Video)
2. "Got to Be Certain" (Video)
3. "The Loco-Motion" (Video)
4. "Je Ne Sais Pas Pourquoi" (Video)
5. "It's No Secret" (Video)
6. "Made in Heaven" (Video)